# Dasyhelea tianshana
Dasyhelea tianshana är en tvåvingeart som beskrevs av Yu och Ma 1998. Dasyhelea tianshana ingår i släktet Dasyhelea och familjen svidknott. Inga underarter finns listade i Catalogue of Life.